# Rawezh Salim
Rawezh Salim (kurdisch ڕاوێژ سەلیم) (* 1973 in Sulaimaniyya) ist ein kurdisch-österreichischer Übersetzer.

## Leben und Schaffen
Rawezh Salim und seine Übersetzerpartnerin Ute Cantera-Lang leisteten 2015 Pionierarbeit, als sie den Roman Der letzte Granatapfel des   kurdischen Autors Bachtyar Ali aus dem Kurdischen ins Deutsche übersetzten. Sie reichten ihre Übersetzung eigeninitiativ beim Unionsverlag ein: Das Werk gilt als die erste kurdisch-irakische Romanübersetzung eines zeitgenössischen Autors im deutschsprachigen Raum. Nach der Veröffentlichung des Romans gelang Bachtyar Ali auch in der deutschsprachigen Literaturszene ein entscheidender Durchbruch.
2017 wurde Bachtyar Ali mit dem Nelly-Sachs-Preis ausgezeichnet, und 2023 erhielt er den Hilde-Domin-Preis für Literatur im Exil. Der letzte Granatapfel wurde von der Neuen Zürcher Zeitung zu den 100 besten Büchern des 21. Jahrhunderts gezählt. Das Werk stand auf Platz 1 der Litprom-Bestenliste 32/Herbst 2016. und belegte den siebten Platz auf der SWR-Bestenliste Juli/August 2016.
2022 gelang es dem Übersetzerteam Salim und Cantera-Lang, das literarische Werk eines weiteren   kurdischen Schriftstellers der deutschsprachigen Leserschaft näherzubringen: Der Roman Die Nacht, in der Jesus herabstieg von Sherzad Hassan, erschienen im Verlag Klingenberg. Darüber hinaus übersetzten die beiden auch Kurzgeschichten des iranischen Kurden Jiyar Jahan Fard. Diese wurden 2021 in einer Anthologie vom PEN-Zentrum Deutschland herausgegeben, während zwei weitere Erzählungen 2023 im Verlag J.H.W. Dietz Nachf. Bonn erschienen sind. Mittlerweile hat das Übersetzer-Duo (Stand: Juli 2025) über zehn Bücher verschiedener Genres aus dem Kurdischen ins Deutsche übertragen.
Rawezh Salim, der 1996 nach Österreich übersiedelte, studierte Translationswissenschaften an der Karl-Franzens-Universität Graz. Der besondere Verdienst des Übersetzer-Duo liegt in der Tatsache, dass es nahezu keine professionellen Übersetzer gibt, die aus dem Kurdischen Sorani ins Deutsche übersetzen.

## Themen und Schwerpunkt
Ein markantes Merkmal in vielen der von Rawezh Salim übersetzten Werke ist der intensive Fokus auf die Rolle und Relevanz von Frauen. Zahlreiche Erzählungen und Romane zeichnen die Herausforderungen, Hoffnungen und Lebensrealitäten kurdischer Frauen nach – sei es in patriarchal geprägten Gesellschaften oder in Zeiten sozialer Umbrüche. Diese thematische Ausrichtung verleiht den Übersetzungen eine besondere Tiefe und kulturelle Sensibilität.

## Rezeptionen
Die Übersetzungsarbeit von Salim – im Tandem mit Cantera‑Lang – erhielt positive Aufmerksamkeit in deutschsprachigen Medien. Die übersetzten Werke, insbesondere die von Bachtyar Ali und Sherzad Hassan wurden als Weltliteratur bezeichnet. Gelobt wurden sie für den „gutmütigen, geduldigen Ton des Erzählers“ in der deutschen Fassung sowie die kunstvolle Mischung von Märchen und Realismus.
»[…] Dass dies hier so faszinierend gelingt, ist nicht nur der kongenialen Übersetzung von UteCantera-Lang zu verdanken. Der erste Schritt dazu war eine Roh-Übertragung von Rawezh Salim […].« Buchkultur (Heft 167 August/September 2016 – Seite 26 bis 27) von Maria Leitner
»Bei uns kann man ihn seit einigen Jahren durch das Engagement des Zürcher Unionsverlags und in diesem Buch in kundiger Übersetzung aus dem kurdischen Sorani von Ute Cantera-Lang und Rawezh Salim kennenlernen.« Süddeutsche Zeitung 18.01.2022 von Martin Ebel

## Übersetzungen
- Der letzte Granatapfel, Roman, Autor Bachtyar Ali, Unionsverlag, Zürich 2016, ISBN 978-3-293-00499-3.
- Perwanas Abend, Roman, Autor Bachtyar Ali, Unionsverlag, Zürich 2019, ISBN 978-3-293-00553-2.
- Mein Onkel, den der Wind mitnahm, Roman, Autor Bachtyar Ali, Unionsverlag, Zürich 2021, ISBN 978-3-293-00571-6.
- Das Lächeln des Diktators, Essayband, Autor Bachtyar Ali, Unionsverlag, Zürich 2022, ISBN 978-3-293-00588-4.
- Die Nacht, in der Jesus herabstieg, Autor Sherzad Hassan,  Verlag Klingenberg, Österreich 2022, ISBN 978-3-903284-13-5.
- In der nie endenden bernsteinfarbenen Nacht - Stimmen aus dem Exil -Das Ungleichgewicht der Köpfe-, Autor Sajjad Jahan Fard, PEN/Hrsg, Deutschland 2021, ISBN 978-3-8012-0644-4
- KEIN LAND NIRGENDS?, Ein Leichnam für das Leben und die Stimme, die mich nicht loslässt, Autor Sajjad Jahan Fard, Dietz, Deutschland, 2022, ISBN 978-3-8012-0644-4.
- Lausanne, Erzählung, Sherzad Hassan, Verlag Klingenberg, Graz (2023). ISBN 978-3-903284-21-0
- Die Herrin der Vögel, Roman, Bachtyar Ali, Unionsverlag, Zürich (2024). ISBN 978-3-293-00614-0